# Alistair Sinclair
Alistair Sinclair es un informático teórico británico.

## Formación
Sinclair recibió su B.A. en Matemáticas en el St. John’s College de la Universidad de Cambridge en 1979, y su Ph.D. en Ciencias de la computación en la Universidad de Edimburgo en 1988 bajo la supervisión de Mark Jerrum. Es profesor en la división de Ciencias de la Computación en la Universidad de California, Berkeley y ha tenido puestos académicos en la Universidad de Edimburgo, y como académico visitante en DIMACS y el International Computer Science Institute en Berkeley.

## Investigación
Los intereses de investigación de Sinclair incluyen el diseño y análisis de algoritmos aleatorios, aplicaciones computacionales de procesos estocásticos y sistemas dinámicos no lineales, el método de Montecarlo en física estadística, y optimización combinatorial. Con su tutor Mark Jerrum, Sinclair investigó el comportamiento de mezcla de las cadenas de Markov para construir algoritmos de aproximación para problemas de enumeración, tales como computar el permanente, con aplicaciones en diversos campos tales como matching de algoritmos, algoritmos geométricos, programación matemática, estadística, aplicaciones inspiradas en la física, y sistemas dinámicos. Este trabajo ha sido altamente influyente en la informática teórica y fue reconocido con el Premio Gödel en 1996. Un refinamiento de estos métodos llevó a un algoritmo aleatorio de aproximación de tiempo polinomial para el cómputo del permanente, con el cual Sinclair y sus coautores recibieron el Premio Fulkerson en 2006.